# Trebostovo
Trebostovo je obec na Slovensku v okrese Martin v Žilinském kraji. Žije v něm 651 obyvatel.

## Historie
První písemná zmínka o vesnici pochází z roku 1261.

## Přírodní poměry
Obec se nachází v nadmořské výšce 470 metrů a rozkládá se na ploše 13,122 km². Východní hranici katastrálního území částečně tvoří řeka Turiec, jejíž tok je chráněn jako národní přírodní rezervace Turiec.

## Pamětihodnosti
Ve vsi stojí trebostovský zámek z poloviny 17. století, obnovený v roce 1945.